# Bruno Fratus
Bruno Giuseppe Fratus (Macaé, 30 giugno 1989) è un nuotatore brasiliano.

## Palmarès
- Giochi olimpici

Tokyo 2020: bronzo nei 50m sl.
- Mondiali

Kazan 2015: bronzo nei 50m sl.
Budapest 2017: argento nei 50m sl e nella 4x100m sl.
Gwangju 2019: argento nei 50m sl.
- Giochi PanPacifici

Gold Coast 2014: oro nei 50m sl e bronzo nella 4x100m sl.
- Giochi panamericani

Guadalajara 2011: oro nella 4x100m sl e nella 4x100m misti e argento nei 50m sl.
Toronto 2015: oro nella 4x100m sl e argento nei 50m sl.
Lima 2019: oro nei 50m sl e nella 4x100m sl.
- Giochi sudamericani

Santiago del Cile 2014: oro nei 50m sl.
- Campionati sudamericani

Belém 2012: argento nei 50m sl e nei 100m sl.

## Primati personali
I suoi primati personali in vasca da 50 metri sono:
- 50 m stile libero: 21"27 (2017)
- 100 m stile libero: 48"50 (2017)

I suoi primati personali in vasca da 25 metri sono:
- 50 m stile libero: 20"98 (2020)

## International Swimming League
| Stagione 2019 | Stagione 2020    |
| ------------- | ---------------- |
| London Roar   | Tokyo Frog Kings |